# نحو وظيفي معجمي

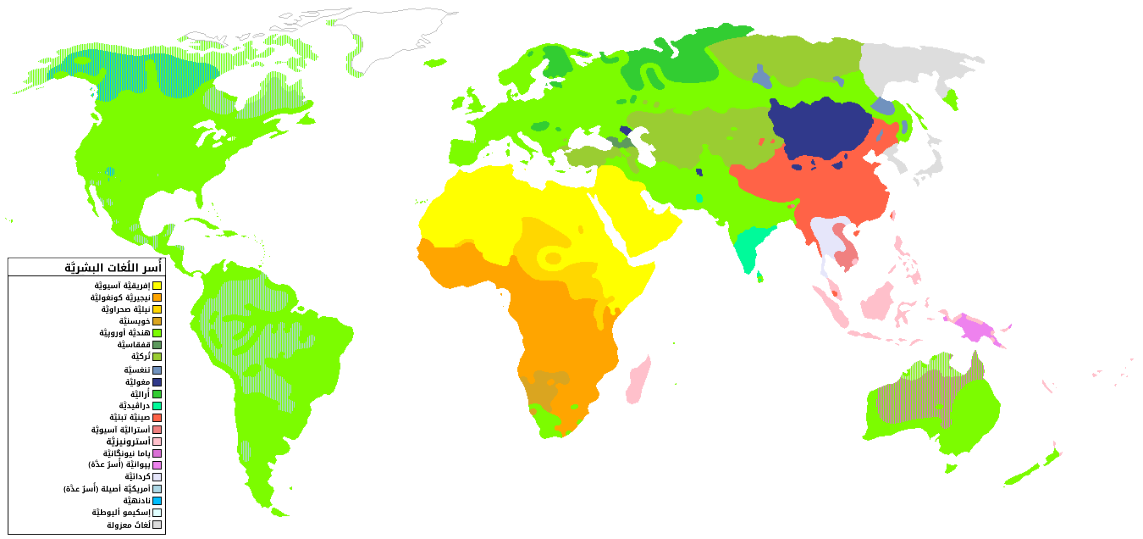

نحو وظيفي معجمي Lexical functional grammar (LFG) هو نحو توليدي غير تحويلي، تم تطويره في فترة السبعينات من القرن الماضي على يد اللسانيان الأمريكيان Joan Bresnan و Ronald Kaplan.
يقوم النحو الوظيفي المعجمي على مرتكزين رئسيين وهما: مسألة إثراء المعجم وقضية التركيز على الجانب الوظيفي للغة.
على هذا الأساس فالظاهرة اللغوية في إطار هذه النظرية النحوية هي ظاهرة برغماتية محضة.